# Eleições municipais de Rio Grande (Rio Grande do Sul) em 2024
A eleição municipal da cidade de Rio Grande em 2024 ocorreu no dia 6 de outubro e elegeu um prefeito, um vice-prefeito e vinte e um membros da câmara de vereadores para a administração da cidade. Os mandatos dos candidatos eleitos neste pleito durarão entre 1 de janeiro de 2025 e 31 de dezembro de 2028. O prefeito titular na ocasião da eleição, Fábio Branco, do Movimento Democrático Brasileiro (MDB), foi vencido pela oposicionista Darlene Pereira do Partido dos Trabalhadores (PT).

## Calendário eleitoral
| Início        | Fim           | Atividades | Status    |
| ------------- | ------------- | --- | --------- |
| 7 de março    | 5 de abril    | Janela partidária para vereadores trocarem de partido visando concorrer às eleições sem perder o mandato. | Realizado |
| 6 de abril    | 6 de abril    | Data-limite para todas as legendas e federações partidárias obterem o registro dos estatutos no TSE e para todos os candidatos terem domicílio eleitoral na circunscrição em que desejam disputar as eleições com a filiação deferida pelo partido. | Realizado |
| 15 de maio    | 15 de maio    | Início da campanha de arrecadação prévia de recursos na modalidade de financiamento coletivo para pré-candidatos, sem realização de pedidos de voto e obedecendo a regras relativas à propaganda eleitoral na Internet.                             | Realizado |
| 20 de julho   | 5 de agosto   | Realização de convenções partidárias para deliberar sobre coligações e escolher candidatos às prefeituras e aos cargos de vereador. Os partidos têm até 15 de agosto para registrar os nomes na Justiça Eleitoral.                                  | Realizado |
| 16 de agosto  | 16 de agosto  | Início das campanhas eleitorais de forma igualitária, podendo qualquer publicidade ou manifestação com pedido explícito de voto antes da data ser considerada irregular e multada.                                                                  | Realizado |
| 30 de agosto  | 3 de outubro  | Veiculação da propaganda eleitoral gratuita no rádio e na televisão. | Realizado |
| 6 de outubro  | 6 de outubro  | Realização do primeiro turno das eleições municipais. | Realizado |
| 11 de outubro | 25 de outubro | Veiculação da propaganda eleitoral gratuita no rádio e na televisão para o segundo turno. | Realizado |
| 27 de outubro | 27 de outubro | Realização de um eventual segundo turno nas cidades com mais de 200 mil eleitores em que o candidato a prefeito mais votado não tenha atingido a metade mais um dos votos válidos.                                                                  | Realizado |

## Candidatos

### Quadro de candidaturas
| Prefeito(a)  | Prefeito(a)     | Prefeito(a) | Prefeito(a) | Vice-prefeito(a) | Vice-prefeito(a)  | Vice-prefeito(a) | Vice-prefeito(a) | Coligação                                                                                  | Número eleitoral | Cargos políticos anteriores                                                  |
| Candidato(a) | Candidato(a)    | Partido     | Partido     | Candidato(a)     | Candidato(a)      | Partido          | Partido          | Coligação                                                                                  | Número eleitoral | Cargos políticos anteriores                                                  |
| ------------ | --------------- | ----------- | ----------- | ---------------- | ----------------- | ---------------- | ---------------- | ------------------------------------------------------------------------------------------ | ---------------- | ---------------------------------------------------------------------------- |
|              | Darlene Pereira |             | PT          |                  | Renatinho         |                  | PSB              | Frente Popular FE Brasil, PSB, PSD, PDT, Solidariedade e Avante                            | 13               | Sem cargo político anterior                                                  |
|              | Fábio Branco    |             | MDB         |                  | Cláudio Diaz      |                  | PP               | Rio Grande Não Pode Parar MDB,PP, UNIÃO, Republicanos, Federação PSDB Cidadania, PODE, PRD | 15               | Deputado Estadual (2015-2020) Prefeito de Rio Grande (2001-2004; 2021-atual) |
|              | Daniel Borges   |             | PL          |                  | Aline Mello       |                  | PL               | Sem coligação                                                                              | 22               | Sem cargo político anterior                                                  |
|              | Dr Esperon      |             | DC          |                  | Sulivan           |                  | DC               | Sem coligação                                                                              | 27               | Sem cargo político anterior                                                  |
|              | Renato Lima     |             | NOVO        |                  | Márcia dos Santos |                  | NOVO             | Sem coligação                                                                              | 30               | Sem cargo político anterior                                                  |

## Resultados

### Prefeitura
| Candidatos      | Candidatos           | 1º Turno 6 de outubro de 2024 | 1º Turno 6 de outubro de 2024 |
| Candidatos      | Candidatos           | Votos                         | %                             |
| --------------- | -------------------- | ----------------------------- | ----------------------------- |
|                 | Darlene Pereira (PT) | 48.141                        | 49,1 / 100,0                  |
|                 | Fábio Branco (MDB)   | 33.437                        | 34,1 / 100,0                  |
|                 | Daniel Borges (PL)   | 12.569                        | 12,8 / 100,0                  |
|                 | Renato Lima (NOVO)   | 3.205                         | 3,3 / 100,0                   |
|                 | Dr Esperon (DC)      | 644                           | 0,6 / 100,0                   |
| Votos válidos   | Votos válidos        | 97.996                        | 100,0 / 100,0                 |
| Votos válidos   | Votos válidos        | 97.996                        | 91,3 / 100,0                  |
| Votos em branco | Votos em branco      | 4.939                         | 4,6 / 100,0                   |
| Votos nulos     | Votos nulos          | 4.357                         | 4,1 / 100,0                   |
| Comparecimento  | Comparecimento       | 107.292                       | 100,0 / 100,0                 |
| Comparecimento  | Comparecimento       | 107.292                       | 69,3 / 100,0                  |
| Abstenções      | Abstenções           | 47.639                        | 30,8 / 100,0                  |
| Eleitorado apto | Eleitorado apto      | 154.931                       | 100,0 / 100,0                 |

### Câmara Municipal
| Resumo (por partido) | Resumo (por partido)         | Resumo (por partido) | Resumo (por partido) | Resumo (por partido) | Resumo (por partido) | Resumo (por partido) |
| Partido              | Partido                      | Votos                | %                    | %                    | Vereadores           | Vereadores           |
| -------------------- | ---------------------------- | -------------------- | -------------------- | -------------------- | -------------------- | -------------------- |
|                      | FE Brasil (PT, PC do B e PV) | 19.066               | 19,5 / 100,0         | 1,5%                 | 6 / 21               | 2                    |
|                      | MDB                          | 15.263               | 15,6 / 100,0         | 6,2%                 | 4 / 21               | 2                    |
|                      | Federação PSDB Cidadania     | 12.216               | 12,5 / 100,0         | 1,9%                 | 3 / 21               | 0                    |
|                      | PRD                          | 7.571                | 7,7 / 100,0          | 2,2%                 | 1 / 21               | 1                    |
|                      | PSD                          | 7.569                | 7,7 / 100,0          | 3,4%                 | 1 / 21               | 0                    |
|                      | PL                           | 7.527                | 7,7 / 100,0          | 5,0%                 | 2 / 21               | 2                    |
|                      | PSB                          | 5.883                | 6,0 / 100,0          | 0,3%                 | 1 / 21               | 0                    |
|                      | Republicanos                 | 5.564                | 5,7 / 100,0          | 1,4%                 | 1 / 21               | 1                    |
|                      | UNIÃO                        | 5.457                | 5,6 / 100,0          | 0,8%                 | 1 / 21               | 0                    |
|                      | PP                           | 4.830                | 4,9 / 100,0          | 0,5%                 | 1 / 21               | 0                    |
|                      | Outros                       | 6.953                | 7,1 / 100,0          | —                    | 0 / 21               | —                    |
| Votos válidos        | Votos válidos                | 97.899               | 100,0 / 100,0        | —                    | 21 / 21              | —                    |
| Votos válidos        | Votos válidos                | 97.899               | 91,3 / 100,0         |                      |                      |                      |
| Votos em branco      | Votos em branco              | 5.901                | 5,5 / 100,0          |                      |                      |                      |
| Votos nulos          | Votos nulos                  | 3.492                | 3,3 / 100,0          |                      |                      |                      |
| Comparecimento       | Comparecimento               | 107.292              | 100,0 / 100,0        |                      |                      |                      |
| Comparecimento       | Comparecimento               | 107.292              | 69,3 / 100,0         |                      |                      |                      |
| Abstenções           | Abstenções                   | 47.639               | 30,8 / 100,0         |                      |                      |                      |
| Eleitorado apto      | Eleitorado apto              | 154.931              | 100,0 / 100,0        |                      |                      |                      |